# Khwaja Ahmad Abbas
 (octobre 2015).
Si vous disposez d'ouvrages ou d'articles de référence ou si vous connaissez des sites web de qualité traitant du thème abordé ici, merci de compléter l'article en donnant les références utiles à sa vérifiabilité et en les liant à la section « Notes et références ».
Khwaja Ahmad Abbas  est un réalisateur, scénariste et producteur indien né le 7 juin 1914 à Panipat, Inde et décédé le 1er juin 1987.
Membre du jury au Festival de Berlin en 1966.

## Biographie
Khwaja Ahmed Abbas est l'un des premiers réalisateurs de son pays à voir ses œuvres projetées sur les écrans internationaux. Il décrit dans ses films la société indienne de manière caustique. Son premier film, Les Enfants de la Terre (Dharti Ke Lal), décrit les conséquences de la famine qui frappa le Bengale en 1942. Le Petit Fugitif (Munna) raconte l'histoire d'un petit orphelin, mais surtout ce film rompt avec la tradition du cinéma indien car il ne fait pas appel aux vedettes de son pays et n'insère aucune chanson que le cinéma indien chérit tant, et Munna devient un succès international.
Il gagne la médaille d'or du Président grâce à son film La Ville et le Rêve (Shehar Aur Sapna (en)).

## Filmographie sélective
R : Réalisation    S : Scénario
- 1946 : Les Enfants de la Terre (Dharti Ke Lal) (sur la famine au Bengale)  R
- 1946 : La Ville basse (Neecha Nagar) de Chetan Anand  S
- 1951 : Le Vagabond (Awaara) de Raj Kapoor S
- 1953 : Rahi avec Dev Anand  R
- 1954 : Le Petit Fugitif (Munna) R
- 1955 : Mr. 420 (Shree 420) de Raj Kapoor  S
- 1957 : Le Voyage des trois mers (Pardesi) avec Nargis (Sélection officielle au Festival de Cannes)  R + S
- 1965 : Aasmaan Mahal avec Prithviraj Kapoor  R
- 1969 : Saat Hindustani avec Amitabh Bachchan  R + S
- 1973 : Bobby de Raj Kapoor  S
- 1974 : Faslah avec Shabana Azmi  R

## Source
- Grand dictionnaire illustré du cinéma, éditions Atlas, paru en 1985 (ISBN 2-7312-0412-4) édité erroné